# بيتر جيرجن بوك
بيتر جيرجن بوك (بالألمانية: Peter-Jürgen Boock)‏ (شليسفيغ هولشتاين, 3 سبتمبر 1951) عضو سابق في جماعة الجيش الأحمر. كان لبيتر تأثير كبير في حياة الملاكمة المحترف السابق شارل غراف أثناء لقائه به في السجن، حيث أبعده عن عالم الجريمة وأعاده للملاكمة مجددا ليفوز ببطولة ألمانيا.

## روابط خارجية
- بيتر جيرجن بوك على موقع IMDb (الإنجليزية)
- بيتر جيرجن بوك على موقع ألو سيني (الفرنسية)
- بيتر جيرجن بوك على موقع أول موفي (الإنجليزية)
- بيتر جيرجن بوك على موقع كينوبويسك (الروسية)